# Alex Fernández
Alex Fernández, vollständiger Name Alex Javier Fernández Aguirre, (* 14. Dezember 1994 in Montevideo) ist ein uruguayischer Fußballspieler.

## Karriere
Mittelfeldakteur Fernández steht seit der Spielzeit 2014/15 im Kader des Erstligisten Juventud aus Las Piedras. Er debütierte im Alter von 19 Jahren am 24. August 2014 unter Trainer Jorge Giordano in der Primera División, als er bei der 0:1-Heimniederlage gegen Peñarol Montevideo in der 78. Spielminute für Sebastián Rosano eingewechselt wurde. In der Spielzeit 2014/15 wurde er zehnmal (kein Tor) in der höchsten uruguayischen Spielklasse eingesetzt. Zur Apertura 2015 wurde er an den Erstligaaufsteiger Villa Teresa ausgeliehen, kam jedoch zu keinem Pflichtspieleinsatz und kehrte zum Jahresbeginn 2016 zu Juventud zurück. Bislang (Stand: 14. September 2016) sind weder weitere Einsätze noch eine Kaderzugehörigkeit für ihn verzeichnet.